# Karlshausen
Karlshausen (Luxemburgisch: Korelsen) ist eine Ortsgemeinde in der Eifel im Eifelkreis Bitburg-Prüm in Rheinland-Pfalz. Sie gehört der Verbandsgemeinde Südeifel an.

## Geographie
Karlshausen liegt im Naturpark Südeifel. Zur Gemeinde gehören auch die Weiler Haubendell, ein Teil von Juckerstraße und Wolperdorf sowie die Wohnplätze Finkenhof, Gashof, In der Gay, Karlshauser Mühle, Lutgeshof, Peiferhof und Schranzenhof.
Nachbarorte von Karlshausen sind die Ortsgemeinden Jucken im Norden, Zweifelscheid im Nordosten, Leimbach im Osten, Hütten im Südosten, Herbstmühle im Süden, Scheitenkorb im Südwesten, Sevenig bei Neuerburg im Westen und Daleiden im Nordwesten.

## Geschichte
Eine frühe Besiedlung der Landschaft um Karlshausen in römischer Zeit ist durch entsprechende Funde zu unterstellen. Die Namensendung -hausen deutet auf eine ursprüngliche Siedlung aus karolingischer Zeit hin. In den Akten der Trinitarier von Vianden war bereits 1348 von einer Kirche de Carlshuse die Rede. Im Archiv des Bistums Trier wurde 1389 eine Kirche zu Carelshusen verzeichnet, 1640 wird Karlshausen als selbständige Pfarrei verzeichnet.
Landesherrlich gehörte der Ort bis zum Ende des 18. Jahrhunderts zur Grafschaft Vianden im Herzogtum Luxemburg, das Teil der Österreichischen Niederlande war. Nach der Einnahme der Region durch französische Revolutionstruppen (1794) gehörte Karlshausen von 1795 bis 1814 zum Kanton Neuerburg im französischen Wälderdepartement und war Sitz einer Mairie.
Aufgrund der Beschlüsse auf dem Wiener Kongress wurde 1815 das vormals luxemburgische Gebiet östlich der Sauer und der Our dem Königreich Preußen zugeordnet. Karlshausen wurde Sitz der gleichnamigen Bürgermeisterei im 1816 neu errichteten Kreis Bitburg im Regierungsbezirk Trier, der 1822 Teil der neu gebildeten preußischen Rheinprovinz wurde. Die Bürgermeisterei Karlshausen ging 1861 in die Bürgermeisterei Neuerburg-Land auf.
Nach dem Ersten Weltkrieg zeitweise französisch besetzt und nach dem Zweiten Weltkrieg der französischen Besatzungszone zugeordnet, ist der Ort seit 1946 Teil des damals neu gebildeten Landes Rheinland-Pfalz.
Statistik zur Einwohnerentwicklung
Die Entwicklung der Einwohnerzahl von Karlshausen, die Werte von 1871 bis 1987 beruhen auf Volkszählungen:
| Jahr | Einwohner |
| ---- | --------- |
| 1815 | 134       |
| 1835 | 351       |
| 1871 | 370       |
| 1905 | 358       |
| 1939 | 436       |
| 1950 | 427       |
| 1961 | 389       |
| 1970 | 364       |

| Jahr | Einwohner |
| ---- | --------- |
| 1987 | 403       |
| 1997 | 379       |
| 2005 | 350       |
| 2011 | 374       |
| 2017 | 362       |
| 2018 | 374       |
| 2023 | 418       |

## Politik

### Gemeinderat
Der Gemeinderat in Karlshausen besteht aus acht Ratsmitgliedern, die bei der Kommunalwahl am 9. Juni 2024 in einer Mehrheitswahl gewählt wurden, und dem ehrenamtlichen Ortsbürgermeister als Vorsitzendem.

### Bürgermeister
Michael Mayer wurde 2016 Ortsbürgermeister von Karlshausen. Bei der Direktwahl am 26. Mai 2019 wurde er mit einem Stimmenanteil von 80,93 % und am 9. Juni 2024 als einziger Bewerber mit 74,4 % für jeweils weitere fünf Jahre in seinem Amt bestätigt.
Mayers Vorgänger Klaus Kootz hatte das Amt 2004 übernommen und im Januar 2016 aus gesundheitlichen Gründen niedergelegt.

### Wappen
| Wappen von Karlshausen | Blasonierung: „Schild geteilt, unten gespalten; oben in Blau goldene Karlskrone mit roten Steinen; unten vorne in Rot ein silberner Balken, hinten in Silber ein rotes durchgehendes Kreuz, belegt mit silbernem durchgehenden Leistenkreuz.“ |
| Wappen von Karlshausen | Wappenbegründung: Nach Aufzeichnungen in der Eiflia illustrata soll Karlshausen Ursprung und Namen einem Hause Karls des Großen verdanken, das auf der Gemarkung von Karlshausen gestanden haben soll. Karlshausen gehörte im Mittelalter zur Grafschaft Vianden, daher die Farben Rot-Silber-Rot. Patron der Kirche und Gemeinde Karlshausen ist der Apostel Bartholomäus, der das Martyrium erlitt. Symbol des Martyriums ist das Kreuz. |

## Sehenswürdigkeiten
- Die Kapelle mit Sterngewölbe und böhmischer Kappe wurde 1861 mit Baumaterial aus dem Abbruch der ehemaligen Pfarrkirche von 1547 errichtet.
- In der Ortsmitte befindet sich die Pfarrkirche St. Bartholomäus, ein vierachsiger, neugotisch wirkender Saalbau von 1861.
- Neben der Pfarrkirche wurde 1950 ein Nischenkreuz aufgestellt, dessen ursprünglicher Standort nicht bekannt ist, das aber vermutlich aus der ersten Hälfte des 17. Jahrhunderts stammt.

Siehe auch: Liste der Kulturdenkmäler in Karlshausen

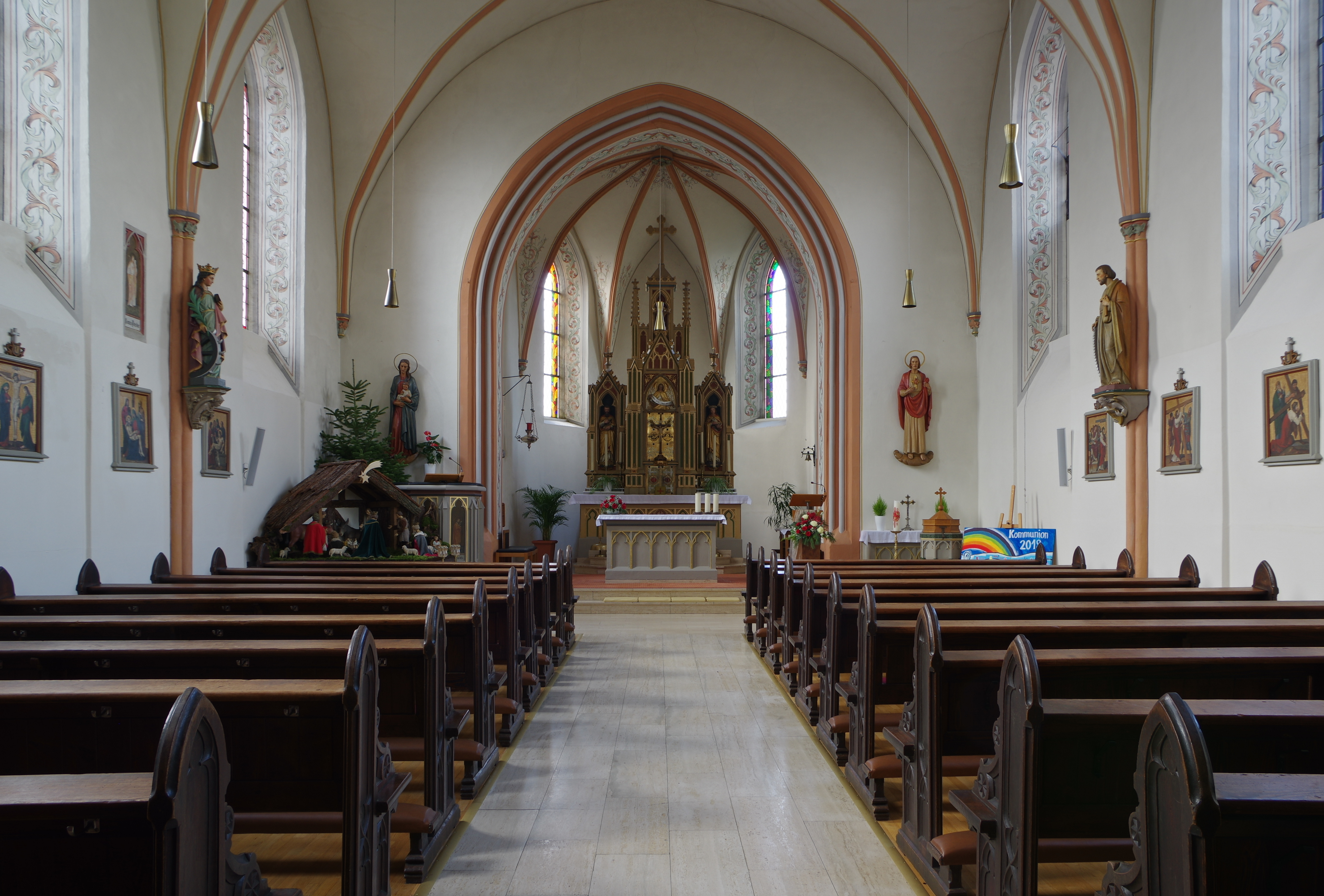
Innenansicht der Kirche St. Bartholomäus
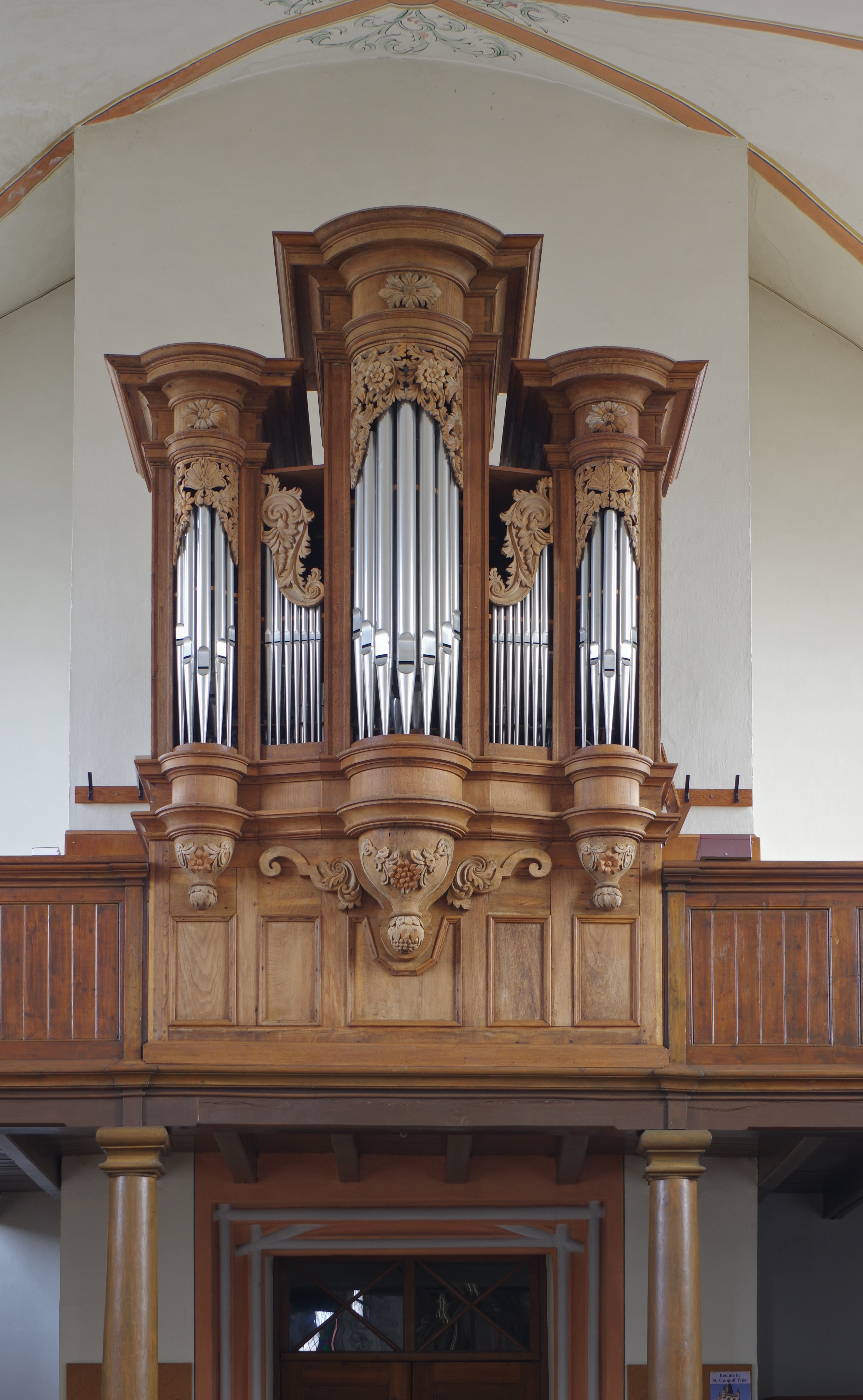
Orgel der Kirche

## Bildung
Karlshausen ist Sitz einer Grundschule und eines Kindergartens. Das Einzugsgebiet der Grundschule umfasst die Ortsgemeinden Karlshausen, Leimbach, Zweifelscheid, Sevenig, Scheitenkorb, Dauwelshausen, Gemünd, Übereisenbach, Affler, Rodershausen, Waldhof-Falkenstein, Gaymühle, Keppeshausen und Bauler.

## Verkehr
Der Ort liegt an der Landesstraße L 10, von der in Wolperdorf die L 13 abzweigt und die hier von der Kreisstraße K 51 gekreuzt wird.

## Persönlichkeiten
- Arno Klasen (geb. 1967), Tourenwagenrennfahrer